# Монторсо-Вічентіно
Монторсо-Вічентіно (італ. Montorso Vicentino, вен. Montorso Vixentin) — муніципалітет в Італії, у регіоні Венето, провінція Віченца.
Монторсо-Вічентіно розташоване на відстані близько 410 км на північ від Рима, 80 км на захід від Венеції, 17 км на південний захід від Віченци.
Населення — 3209 осіб (2014).

## Демографія
Населення за роками:

Станом на 1 січня 2023 року в муніципалітеті офіційно проживало 314 іноземців з 25 країн, серед них 18 громадян країн Євросоюзу та 1 громадянин України.

## Сусідні муніципалітети
- Арциньяно
- Монтебелло-Вічентіно
- Монтеккьо-Маджоре
- Ронка
- Цермегедо